# Sotteville
Pour les articles homonymes, voir Sotteville (homonymie).
Ne doit pas être confondu avec Sottevast.
Sotteville est une commune française, située dans le département de la Manche en région Normandie, peuplée de 483 habitants.

## Géographie

### Localisation
La commune est située en Nord-Cotentin. Son bourg est à 6 km au nord-est des Pieux, à 14 km au nord-ouest de Bricquebec et à 18 km au sud-ouest de Cherbourg-en-Cotentin.
Les communes limitrophes sont Saint-Christophe-du-Foc, Benoîtville, Bricquebosq, Grosville, Helleville et Teurthéville-Hague.

### Hydrographie
La commune est située dans le bassin Seine-Normandie. Elle est drainée par la Diélette, la Divette et le fossé 01 du Hameau Pasquier,,.
La Diélette, d'une longueur de 13 km, prend sa source dans la commune de Bricquebosq et se jette dans le golfe de Saint-Malo à Tréauville, après avoir traversé cinq communes.

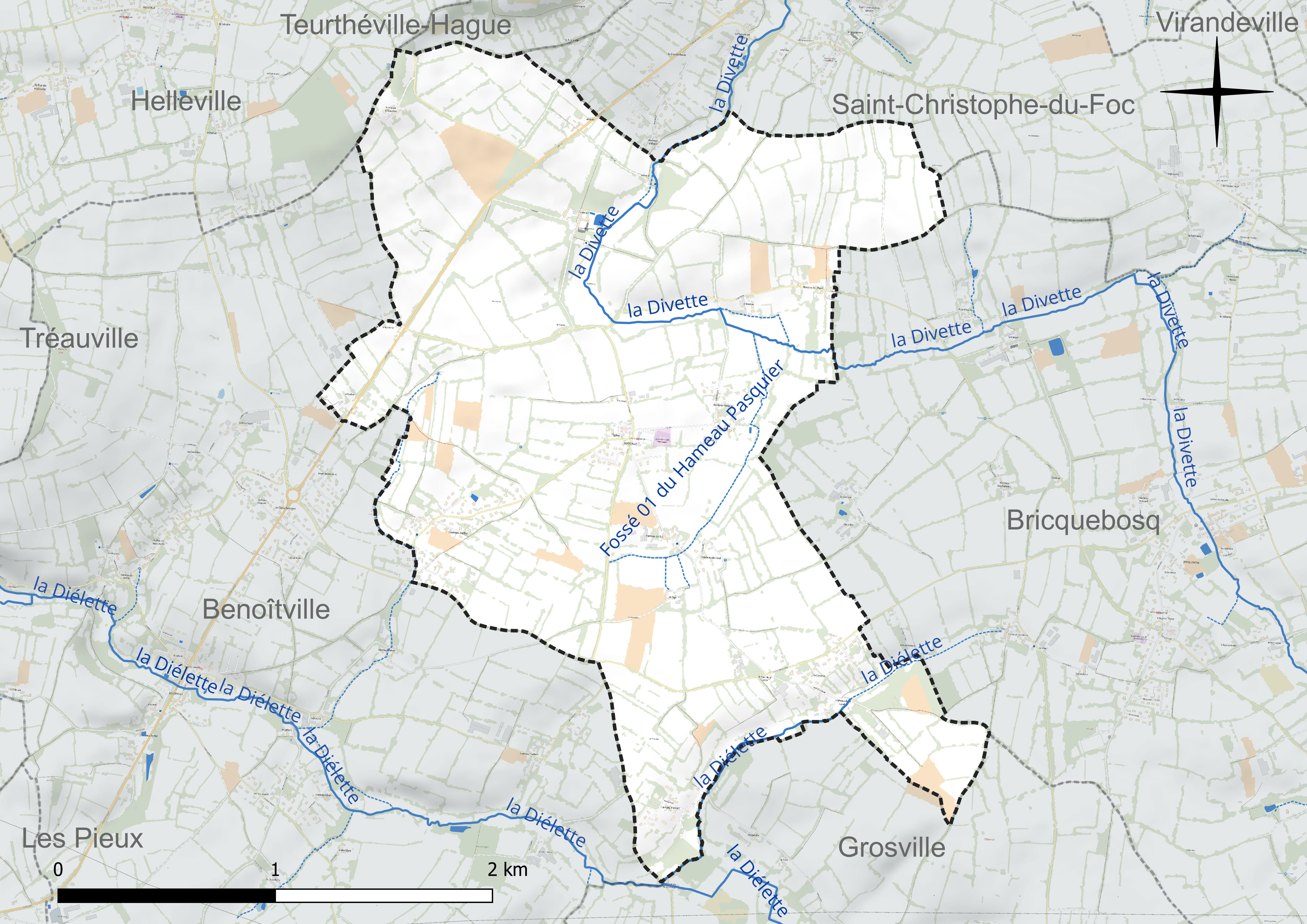
Réseau hydrographique de Sotteville.

La Divette, d'une longueur de 28 km, prend sa source dans la commune de Bricquebosq et se jette dans la Manche à Cherbourg-en-Cotentin, après avoir traversé huit communes.

### Climat
Pour des articles plus généraux, voir Climat de la Normandie et Climat de la Manche.
En 2010, le climat de la commune est de type climat océanique franc, selon une étude du CNRS s'appuyant sur une série de données couvrant la période 1971-2000. En 2020, Météo-France publie une typologie des climats de la France métropolitaine dans laquelle la commune est exposée à un climat océanique et est dans la région climatique Normandie (Cotentin, Orne), caractérisée par une pluviométrie relativement élevée (850 mm/a) et un été frais (15,5 °C) et venté. Parallèlement le GIEC normand, un groupe régional d’experts sur le climat, différencie quant à lui, dans une étude de 2020, trois grands types de climats pour la région Normandie, nuancés à une échelle plus fine par les facteurs géographiques locaux. La commune est, selon ce zonage, exposée à un « climat maritime », correspondant au Cotentin et à l'ouest du département de la Manche, frais, humide et pluvieux, où les contrastes pluviométrique et thermique sont parfois très prononcés en quelques kilomètres quand le relief est marqué.
Pour la période 1971-2000, la température annuelle moyenne est de 11 °C, avec une amplitude thermique annuelle de 11 °C. Le cumul annuel moyen de précipitations est de 875 mm, avec 14,3 jours de précipitations en janvier et 7,5 jours en juillet. Pour la période 1991-2020, la température moyenne annuelle observée sur la station météorologique la plus proche, située sur la commune de La Hague à 15 km à vol d'oiseau, est de 13,1 °C et le cumul annuel moyen de précipitations est de 480,0 mm. Pour l'avenir, les paramètres climatiques de la commune estimés pour 2050 selon différents scénarios d’émission de gaz à effet de serre sont consultables sur un site dédié publié par Météo-France en novembre 2022.

## Urbanisme

### Typologie
Au 1er janvier 2024, Sotteville est catégorisée commune rurale à habitat dispersé, selon la nouvelle grille communale de densité à sept niveaux définie par l'Insee en 2022.
Elle est située hors unité urbaine.
Par ailleurs la commune fait partie de l'aire d'attraction de Cherbourg-en-Cotentin, dont elle est une commune de la couronne,. Cette aire, qui regroupe 77 communes, est catégorisée dans les aires de 50 000 à moins de 200 000 habitants,.

### Occupation des sols
L'occupation des sols de la commune, telle qu'elle ressort de la base de données européenne d’occupation biophysique des sols Corine Land Cover (CLC), est marquée par l'importance des territoires agricoles (100 % en 2018), une proportion identique à celle de 1990 (100 %).
La répartition détaillée en 2018 est la suivante : terres arables (49,5 %), prairies (46,7 %), zones agricoles hétérogènes (3,8 %).

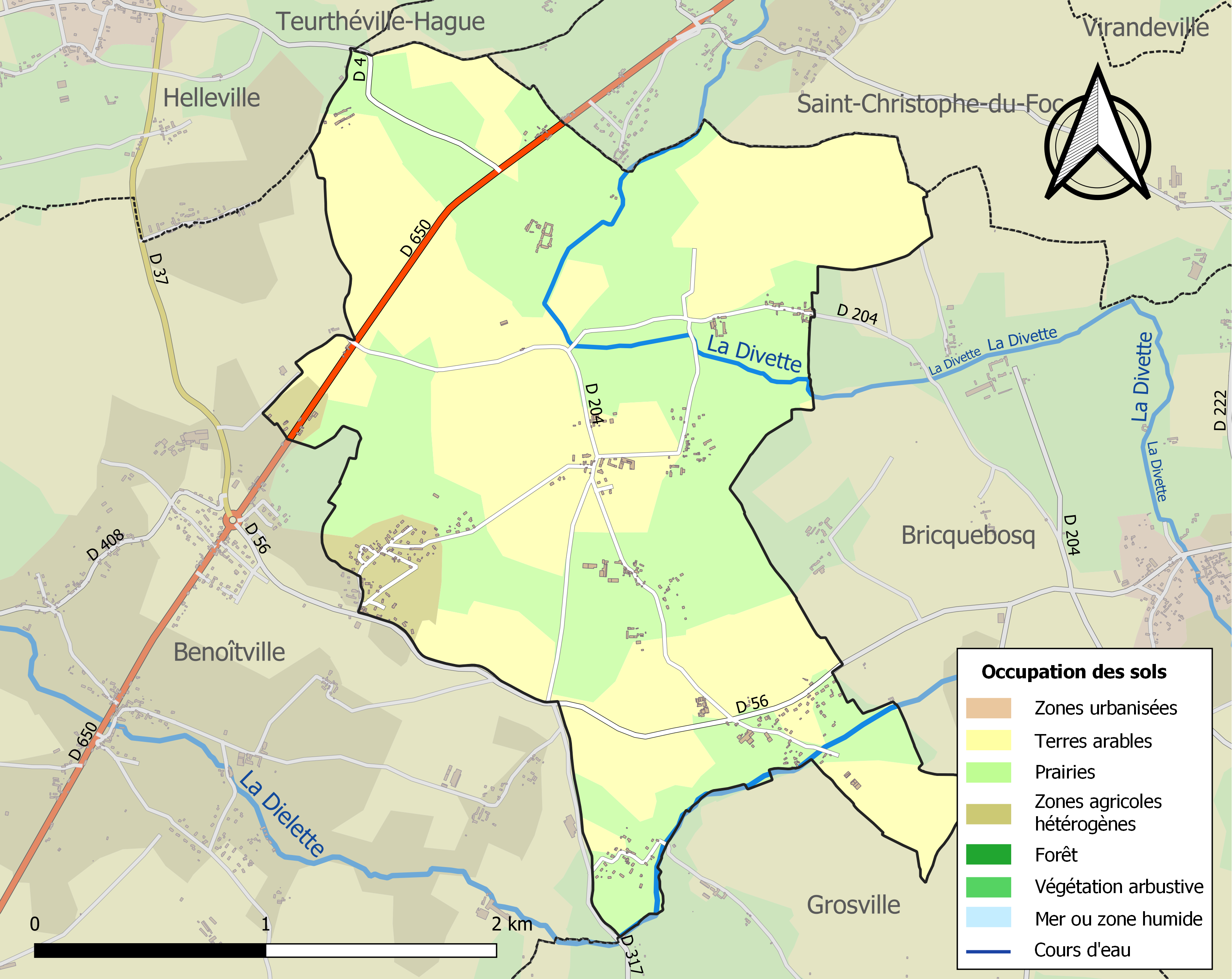
Carte des infrastructures et de l'occupation des sols de la commune en 2018 (CLC).

L'évolution de l’occupation des sols de la commune et de ses infrastructures peut être observée sur les différentes représentations cartographiques du territoire : la carte de Cassini (XVIIIe siècle), la carte d'état-major (1820-1866) et les cartes ou photos aériennes de l'IGN pour la période actuelle (1950 à aujourd'hui).

## Toponymie
Le nom de la localité est attesté sous les formes Sottevilla en 996-1008 (copie XVIIe siècle), Sotevilla vers 1042.
Il s'agit d'une formation toponymique médiévale en -ville au sens ancien de « domaine rural » (cf. vilain : paysan du Moyen Âge). Les formes anciennes comme c'est le cas pour Sottevast (Manche) et trois autres Sotteville de Seine-Maritime, ne comportent généralement qu'un seul [t].
Il n'y a pas de rapport avec l'adjectif « sotte », mais avec le surnom vieux norrois Sóti (vieux danois Soti) « celui qui est noir comme de la suie » Cf. anglais soot « suie ».
La signification du nom est donc « la ferme de Soti », établissement pas antérieur au Xe siècle.

## Histoire

### Moyen Âge
Dans la première moitié du XIIe siècle, la paroisse relevait de l'honneur de Bricquebec.
Au Moyen Âge, le domaine seigneurial de Sotteville comprenait deux fiefs nobles : le fief de Sotteville relevant de la baronnie de Bricquebec et de la châtellenie d'Olonde à Canville-la-Rocque, et le fief du Buisson relevant de la baronnie de Bricquebec, réuni au premier en 1643.

### Temps modernes
En 1567, Jehan Lestablier, sieur du Buisson, est taxé pour ce fief de 60 solz dans le rôle des nobles et roturiers, au titre du ban et de l'arrière ban de la vicomté de Coutances, réalisé par Gilles Dancel, seigneur d'Audouville, lieutenant général du bailli de Cotentin, tenu à Coutances les 20-22 octobre. Le fief du Buisson à Sotteville, qui valait un huitième de fief de haubert et relevait de la baronnie de Bricquebec, avait une extension sur Saint-Christophe-de-Faouc. Dans le même rôle, Gaulthier Durevie, sieur de Sotteville, est taxé de 10 livres pour le fief de Sotteville, qui valait un quart de fief de haubert et relevait de la seigneurie d'Olonde et avait des extensions sue les Pieux et Saint-Christophe-de-Faouc.

### Révolution française et Empire
Le village eut pour dernier seigneur, Pierre François de Beaudrap de la Prunerie (1742-1823), né à Valognes et mort à Sotteville, officier au corps royal d'artillerie, élu député de la noblesse aux États généraux de 1789. Il sera maire de Sotteville de 1811 à 1823.

## Politique et administration
| Période                                  | Période   | Identité                         | Étiquette | Qualité                                                    |
| ---------------------------------------- | --------- | -------------------------------- | --------- | ---------------------------------------------------------- |
| …1805                                    | 1808      | Charles-Camille de Beaudrap      |           |                                                            |
| 1811                                     | 1823      | Pierre François de Beaudrap      |           |                                                            |
| 1824                                     | 1830      | Charles Marie Désiré de Beaudrap |           |                                                            |
| 1837                                     | 1848      | Charles Marie Désiré de Beaudrap |           |                                                            |
|                                          | 1868      | Alfred de Beaudrap               |           |                                                            |
| 1868                                     | 1880      | Ernest de Beaudrap               |           |                                                            |
| 1900                                     | 1919      | Henri de Beaudrap                |           | Médecin Conseiller général du canton des Pieux (1900-1919) |
| 1983                                     | 1995      | André Lemière                    |           |                                                            |
| 1995                                     | 2001      | Émile Pasquette                  |           |                                                            |
| mars 2001                                | 2008      | Hélène Leterrier                 |           |                                                            |
| mars 2008                                | mars 2014 | Laure de Larturière              |           | Professeur Châtelaine de Sotteville                        |
| mars 2014                                | En cours  | Bruno Sanson                     | SE        | Assistant relations publiques                              |
| Les données manquantes sont à compléter. |           |                                  |           |                                                            |

Le conseil municipal est composé de onze membres dont le maire et trois adjoints.

## Population et société
Les habitants de la commune sont appelés les Sottevillais.

### Démographie
L'évolution du nombre d'habitants est connue à travers les recensements de la population effectués dans la commune depuis 1793. Pour les communes de moins de 10 000 habitants, une enquête de recensement portant sur toute la population est réalisée tous les cinq ans, les populations de référence des années intermédiaires étant quant à elles estimées par interpolation ou extrapolation. Pour la commune, le premier recensement exhaustif entrant dans le cadre du nouveau dispositif a été réalisé en 2006.
En 2022, la commune comptait 483 habitants, en évolution de +3,43 % par rapport à 2016 (Manche : −0,31 %, France hors Mayotte : +2,11 %).
| 1793 | 1800 | 1806 | 1821 | 1831 | 1836 | 1841 | 1846 | 1851 |
| ---- | ---- | ---- | ---- | ---- | ---- | ---- | ---- | ---- |
| 258  | 335  | 368  | 320  | 377  | 365  | 394  | 375  | 332  |

| 1856 | 1861 | 1866 | 1872 | 1876 | 1881 | 1886 | 1891 | 1896 |
| ---- | ---- | ---- | ---- | ---- | ---- | ---- | ---- | ---- |
| 346  | 347  | 339  | 297  | 331  | 333  | 326  | 291  | 283  |

| 1901 | 1906 | 1911 | 1921 | 1926 | 1931 | 1936 | 1946 | 1954 |
| ---- | ---- | ---- | ---- | ---- | ---- | ---- | ---- | ---- |
| 271  | 271  | 291  | 268  | 250  | 243  | 239  | 279  | 294  |

| 1962 | 1968 | 1975 | 1982 | 1990 | 1999 | 2006 | 2011 | 2016 |
| ---- | ---- | ---- | ---- | ---- | ---- | ---- | ---- | ---- |
| 279  | 265  | 219  | 279  | 312  | 347  | 362  | 489  | 467  |

| 2021 | 2022 | - | - | - | - | - | - | - |
| ---- | ---- | - | - | - | - | - | - | - |
| 477  | 483  | - | - | - | - | - | - | - |

### Cultes
L'église Saint-Pierre est aujourd'hui rattachée à la nouvelle paroisse Notre-Dame du doyenné de Cherbourg-Hague.

## Culture locale et patrimoine

### Lieux et monuments

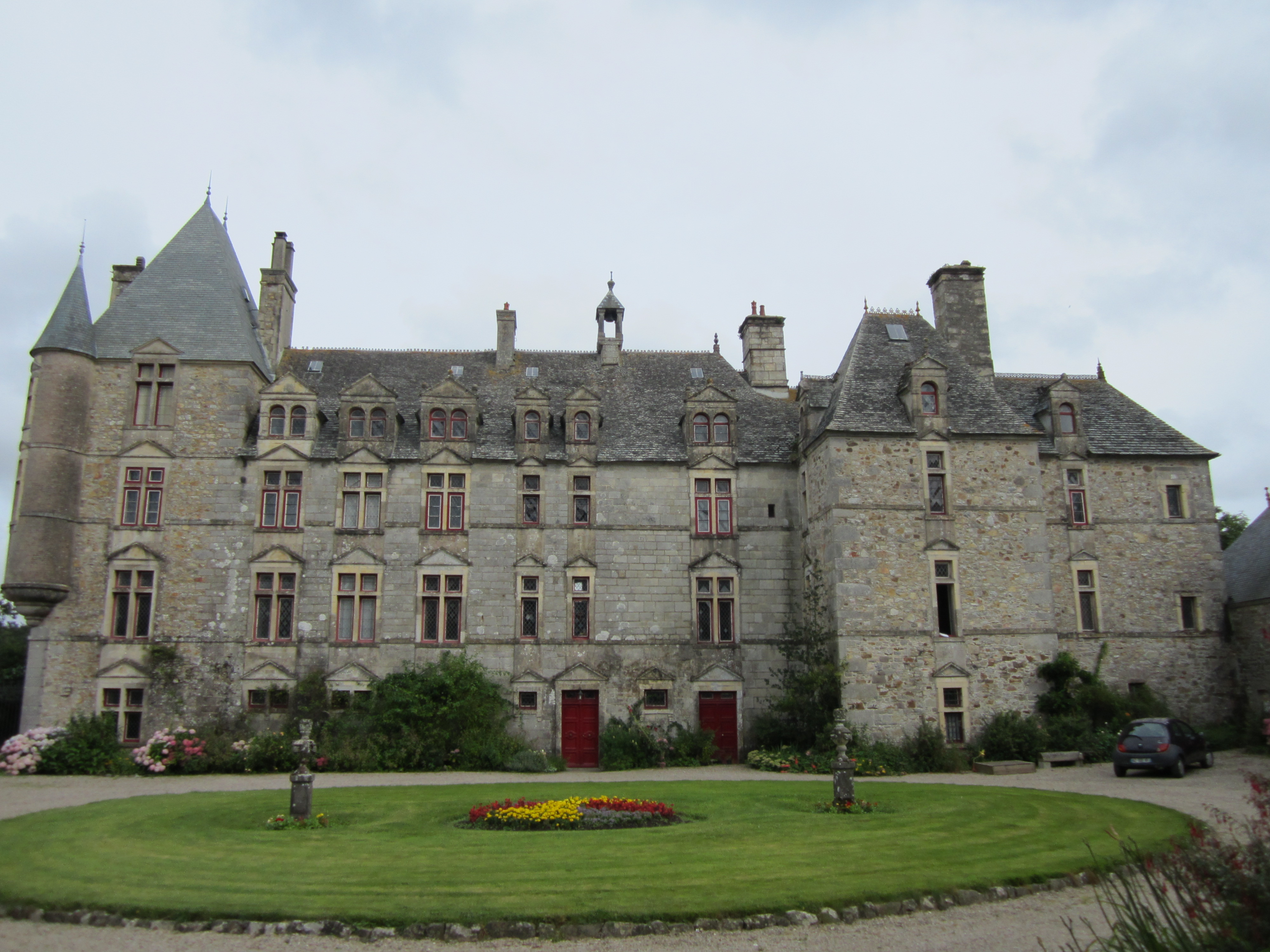
Le château de Sotteville.

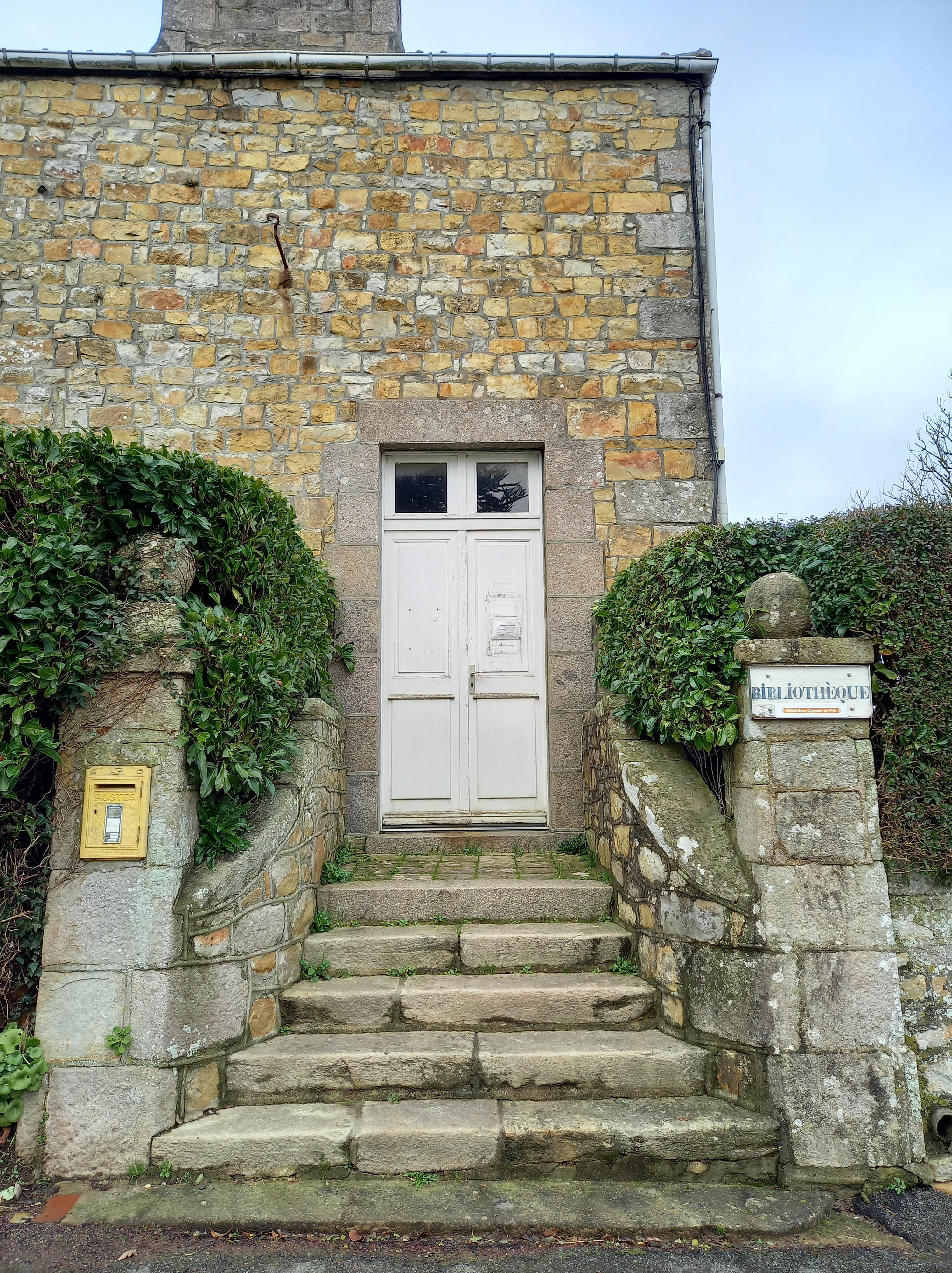
La bibliothèque municipale.

- Église Saint-Pierre des XIIIe, XVIe – XIXe siècles.

En 1380, un Jehan de La Haye, seigneur de  Sotteville, fonde la chapelle sud de l'église. Des pierres tombales ont servi à l'appareillage de la tour qui fut bâtie en 1573 par Gaultier Durevie, comme l'indique une inscription sur une pierre blanche. Le dernier membre de la famille Durevie, seigneur du lieu, fut enterré en 1678 sous le banc seigneurial dans le chœur, côté évangile (côté gauche de l'autel, en faisant face à l'autel).
L'édifice abrite un calice (la patène a disparu) du XVIIIe classé en 1976 au titre objet aux monuments historiques, un maître-autel du XVIIIe, des fonts baptismaux du XVIIIe, un lavabo du sanctuaire du XVIe, un tableau la remise des clés à saint Pierre du XVIIIe, une verrière du XXe signée Loire.
- Château de Sotteville des XVIe, XVIIe – XIXe siècles, caractéristique du Cotentin, partiellement classé au titre des monuments historiques[34]. La cour est bordée par les communs du XVIe siècle avec boulangerie, écuries, colombiers, chapelle et grange. En 1899, le parc a été transformé en jardin à l'anglaise[22].

Le château fut utilisé par Erwin Rommel le 18 juin 1840 comme PC avant d'attaquer Cherbourg où les Allemands y découvrirent les plans de la défense de Cherbourg.
Avant le 6 juin 1944, le château de Sotteville est le siège du poste de commandement du 1262e régiment allemand d'artillerie côtière.
- Ferme du Buisson, à 800 mètres au sud-est du château de Sotteville, avec un beau pigeonnier[20].
- Ancien prieuré Saint-Michel d'Étoublon fondé en 1210 par Geoffroy de Presteville, seigneur de Vasteville. Vendu comme bien national à la révolution, il est transformé en ferme. Dès la fin du XIIe siècle, il s'y tenait une foire annuelle dite de la Saint-Michel le 29 septembre[22].
- Croix de chemin dites croix des Landaux du XVIIe siècle, croix du Hameau du Sic du XVIIIe siècle, croix d'Étoublon du XVIIIe siècle.
- Calvaire daté de 1901.
- Oratoire du Hameau Pasquier daté de 1954.
- Fontaine aux malades.
- Bibliothèque municipale, ouverte au public depuis 1991.

### Héraldique
| Blason de Sotteville | Blason  | Parti : au 1er d'argent à deux clés de sable passées en sautoir, au 2d d'azur à un cygne essorant d'argent becqué et membré de gueules ; au chef ondé de gueules, chargé de deux léopards affrontés d'or, armés et lampassés d'azur.                                                       |
| Blason de Sotteville | Détails | Les léopards d'or sur champ de gueules rappellent les armes de la Normandie. Les clefs sont attributs de saint Pierre, patron de la paroisse locale. Le cygne évoque la famille Durevie qui possédait le château au XVe siècle. Création Jean-François Binon, adoptée le 17 décembre 2020. |